# Petershagen (Zeschdorf)
Petershagen ist ein Ort im Landkreis Märkisch-Oderland in Brandenburg und gehört seit dem 31. Dezember 1997 zur Gemeinde Zeschdorf.

## Geografie
Der Ort Petershagen liegt am Rand eines von Nord nach Süd verlaufenden Urstromtals. Eingerahmt in einer waldreichen Landschaft und umgeben von mehreren Seen grenzen an den Ort die Trepliner Seen im Osten, die Falkenhagener Seen im Nordwesten und die Madlitzer Seen im Süden.

## Geschichte
Petershagen wurde etwa im 13. Jahrhundert gegründet. 1405 wird Petershagen erstmals urkundlich erwähnt als Petrißhain. Der Ort entstand an der alten Handelsstraße von Frankfurt (Oder) nach Berlin.
| Jahr          | 1875 | 1890 | 1910 | 1925 | 1933 | 1946 | 1993 | 1996 | 2006 |
| Einwohnerzahl | 577  | 487  | 421  | 474  | 387  | 521  | 307  | 328  | 358  |

## Kultur und Sehenswürdigkeiten

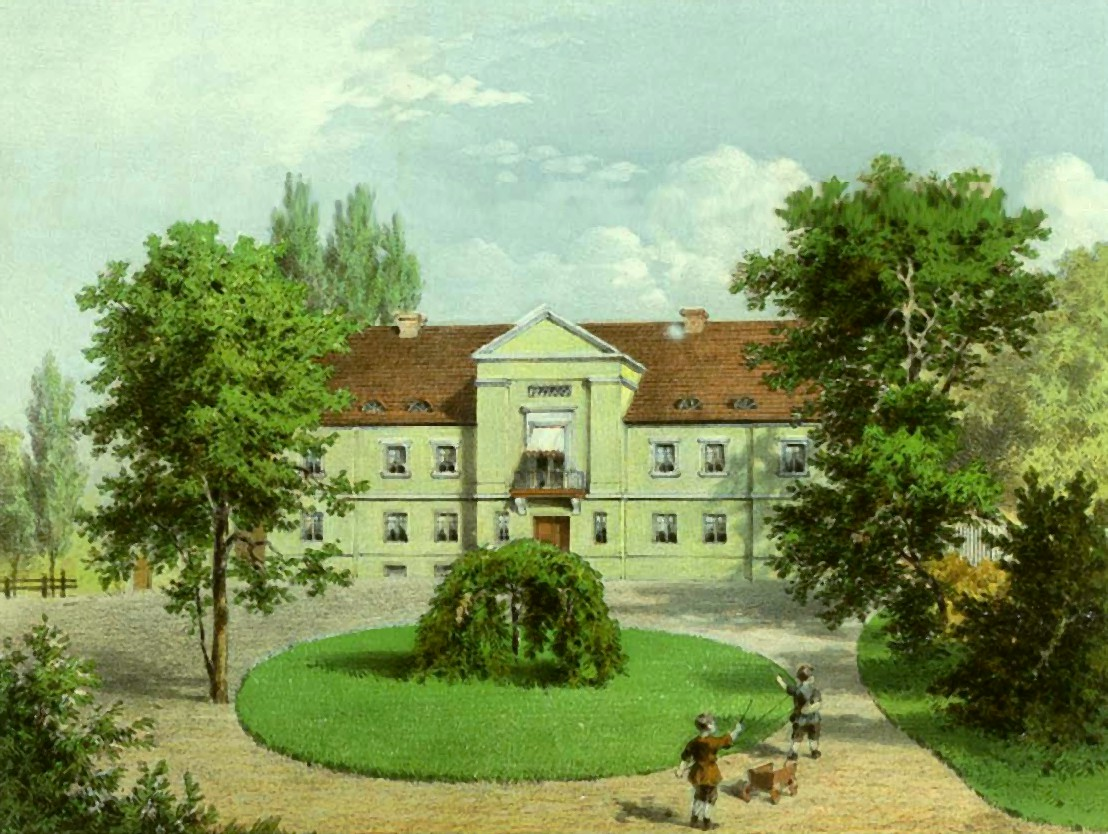
Rittergut Pershagen, Sammlung Duncker

In der Liste der Baudenkmale in Zeschdorf stehen die in der Denkmalliste des Landes Brandenburg eingetragenen Baudenkmale. Petershagen ist mit zwei Objekten, der Dorfkirche und einem Viertelmeilenstein, auf dieser Liste vertreten.

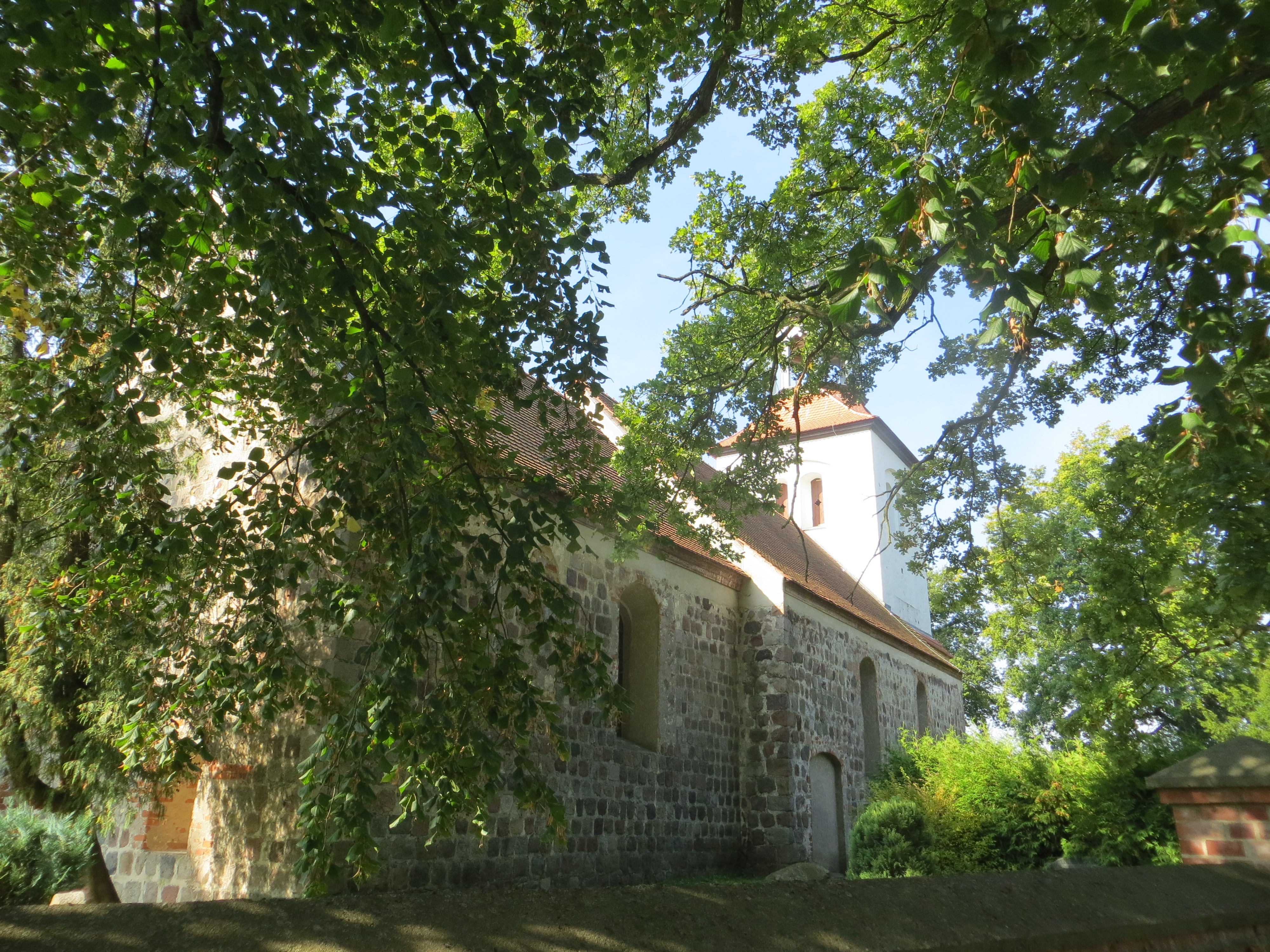
Dorfkirche in Petershagen (Gemeinde Zeschdorf)

Die Kirche wurde etwa Ende des 13. Jahrhunderts aus Granitquadern errichtet; das Langhaus und der Chor sind heute innen verputzt. Die Glocken der Kirche stammen aus dem 15. Jahrhundert. 1721 entstanden die reich verzierten geschnitzten barocken Altaraufbauten und die Kanzel. Die Kirche verfügt über eine Orgel aus dem Hause Sauer.

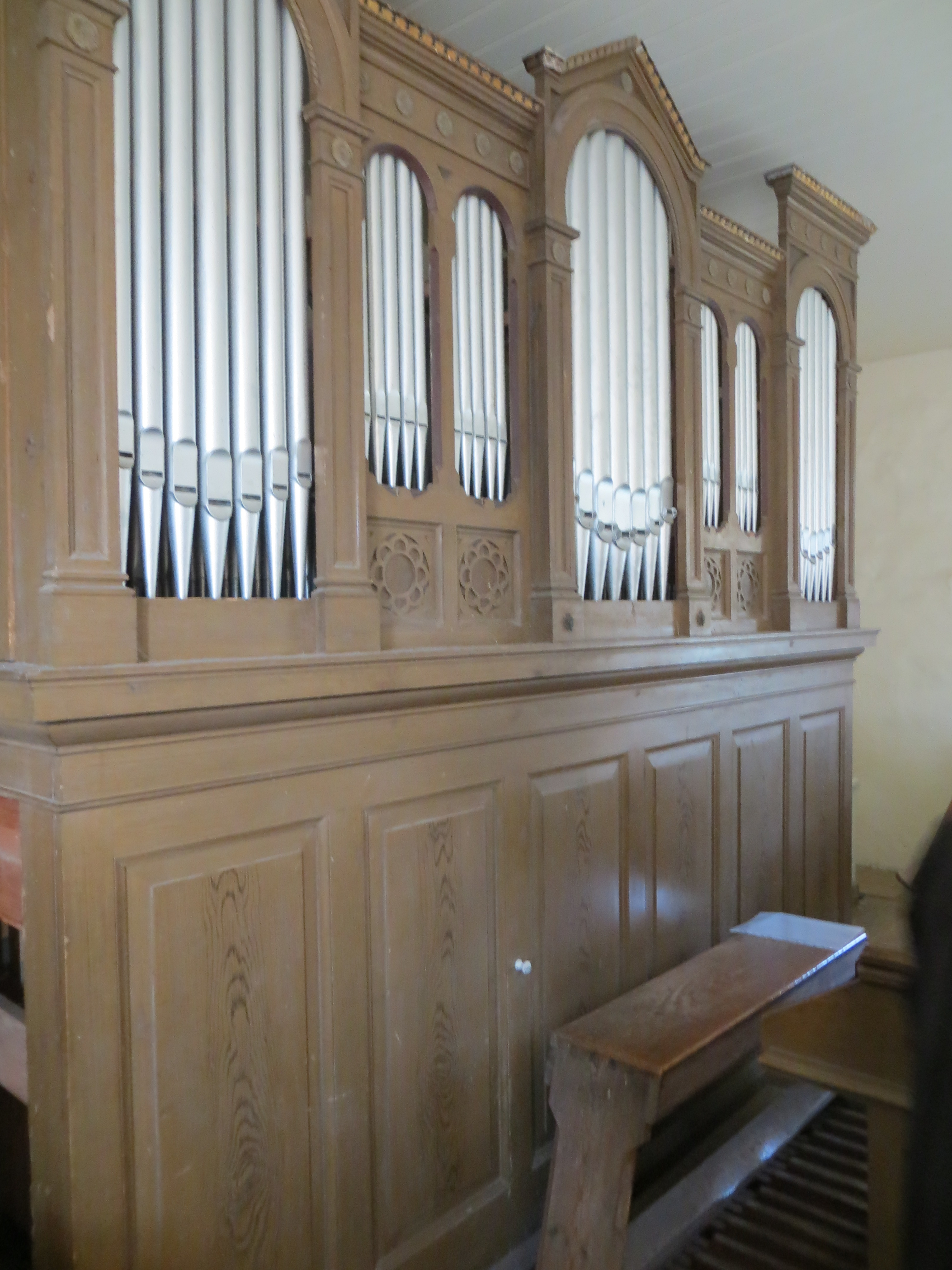
Sauer-Orgel in der Dorfkirche Petershagen

Außerhalb des Ortes liegt ein deutscher Soldatenfriedhof im Wald. Etwa 100 Soldaten fanden hier ihre letzte Ruhe.